# Al-Sijzi
Abu Sa'id Ahmed ibn Mohammed ibn Abd al-Jalil al-Sijzi of al-Sijzi (kort voor al-Sijistani) (ca. 945 - ca. 1020) was een Perzisch astronoom en wiskundige.
Sijistan is een streek in het huidige zuidoosten van Iran. Deze streek wordt overvloedig vermeld in de Sjahnama.
Men vermoedt dat Al-Sijzi geboren werd rond 945 en leefde tot circa 1020. Zijn hoofddoel als wetenschapper was de astronomie, in mindere mate de wiskunde, alhoewel hij op dat vlak ook belangrijke bijdragen heeft geleverd (vooral op vlak van meetkunde). Hij had een grote kennis van literatuur, die hij dan ook gebruikte in zijn werk. Hij droeg zijn werk op aan 'Adud al-Daula (een emir van Iran en Irak) en de prins van Balkh.
Al-Sijzi werkte van 969 tot 970 in Shiraz, waar hij voornamelijk astronomische observaties verrichtte.

## Astronomie
Al-Biruni schreef dat al-Sijzi geloofde in het principe van het heliocentrisme, waarin de aarde bewoog, en dat hij een astrolabium had uitgevonden (de Zuraqi genoemd), gebaseerd op dit idee :

Ik het astrolabium gezien, uitgevonden door Abu Sa'id Sijzi, dat hij de Zuraqi noemde. Ik hield er veel van en ik loofde hem een grote koop, aangezien het gebaseerd is op een idee, door sommigen geweten aan het effect van de beweging van aarde en niet die van de hemel. Bij mijns inziens is het een moeilijk probleem voor oplossing en weerlegging. (...) Ook al is het hetzelfde, of je nu de beweging van aarde of van de hemel neemt. Maar beide gevallen beïnvloeden niet de astronomische wetenschap. Het is enkel aan de fysicus om te zien of het mogelijk is om het te weerleggen.

## Wiskunde
Al-Sijzi was een wiskundige die veel studies gemaakt heeft over de delingen van kegelsneden en cirkels. Hij verving het oude kinematische probleem van de trisectie van een hoek door een puur meetkundige oplossing (deling van een cirkel en een gelijkzijdige hyperbool).